# 君station
「君station」（きみステーション）は、日本のミクスチャーバンド、ORANGE RANGEの通算18枚目のシングル。

## 解説
- 前シングルから8ヶ月ぶりという長いインターバルを経たシングル。
- YAMATOのクレジット欄は「アルバトロスyamato」と書かれており、NAOTOのクレジット欄には｢programming, percussion, other instruments, Dr, g｣と書かれている。
- 初回限定盤にはPVを収録したDVDが付属している。また、初回限定盤には久しぶりにジャケットにロゴが描かれている。

## 詳細
- 作詞・作曲:ORANGE RANGE
- Original Key=G

## 収録曲

### CD
1. 君station
フジテレビ系連続ドラマ『ロス:タイム:ライフ』の主題歌。
ドラマ内容に沿った「生まれ変わり」（輪廻転生）がテーマ。
「いろんな人が集まる場所」ということを駅に例えるため、先に「ステーション」という単語を入れるのを決めており、NAOTOが「キミステ、キミステ」と言っていたことから、「君」に「station」がくっついた形となった。しかしレコーディング中に『ミュージックステーション』を見ていた際、宇多田ヒカルが「HEART STATION」を歌っているのを見て、一時「カブった〜!!どうする?タイトル変えるか?」という話し合いがメンバー内でなされていた。
ドラマで使用されたデモ音源に比べ、サビのHIROKIの声が弱く、YAMATOの声が強くなっている。アルバム『PANIC FANCY』にはアルバムバージョンで収録されており、そちらはドラマ音源にやや近くなっている。
PVも、「集まる」事がテーマとして描かれている。
2. powder beats
3rdアルバム『ИATURAL』収録の「Winter Winner」以来、2曲目の冬の歌。
YOH作曲。
3. (仮)ラララ
「(仮)」とついているが、正式タイトルである。
サビ部分はスタッフが歌っている。
HIROKI作曲。

### 初回盤DVD
1. 君station(Video Clip)

## タイアップ
- ドラマ『ロス:タイム:ライフ』主題歌（M-1）